# Calle de Aragón (Palma de Mallorca)
La calle de Aragón es una de las grandes vías radiales de la ciudad española de Palma de Mallorca, capital de las Islas Baleares.

## Descripción
Va de la avenida de Alejandro Rosselló al límite del término municipal, marcado por el puente situado sobre el torrente Gros y que da la entrada a la localidad del Puente de Inca. Esta calle se corresponde con el antiguo Camino Real de Inca que partía desde la puerta de San Antonio de la antigua muralla de Palma y que unía la ciudad con dicha población del centro de Mallorca. La ruta fue establecida tras la conquista de Mallorca por Jaime I (1229), aunque los orígenes del camino podrían ser más antiguos, de época romana incluso, dado que existía una calzada que conectaba Palma con Pollentia (Alcudia). De todos modos, es solo una hipótesis ya que se desconoce el trazado original. 
El plan de ensanche de Bernardo Calvet (1903) la reconvirtió en vía urbana, pero no en su trazado actual sino con una longitud mucho más breve, desde las Avenidas hasta la calle de los Reyes Católicos. No obstante, el crecimiento urbanístico que experimentó la zona, incentivado en parte por el hecho de que la vía ferroviaria discurría de manera paralela, motivó que de progresivamente fuera prolongándose en detrimento de la «carretera de Inca», que acabó por desaparecer del nomenclátor urbano a diferencia de otros como «carretera de Sóller» o «carretera de Valldemossa», que todavía hoy perduran. Así pues, la «calle Y» —nombre dado en el plan Calvet a la vía— se extendía como ya hemos dicho hasta la calle de Reyes Católicos, pero cuando c. 1914 se le dio el nombre de calle de Aragón la denominación abarcó hasta el torrente de Barberá mientras que el tramo restante conservó el nombre de «carretera de Inca». En mayo de 1942 el ayuntamiento de la ciudad aprobó el cambio de nombre de numerosas vías y entre dichas modificaciones se acordó prolongar la calle Aragón hasta el torrente Gros, de manera que la denominación «carretera de Inca» desaparecía de los registros oficiales. Es reseñable que a diferencia de las grandes calles de Palma, que han experimentado cambios de nombre a lo largo de su historia, esta ha mantenido el suyo a pesar de los cambios políticos. Únicamente podemos mencionar que desde octubre de 1982 la denominación oficial de la vía es en catalán, «carrer d'Aragó». El nombre está dedicado a la Corona de Aragón, de la que el reino de Mallorca formó parte entre los siglos XIII y XVIII. 
La calle tiene un ancho de 30 metros en el tramo diseñado por Calvet, ya que el resto de tramos contaban con la amplitud original de la carretera (14 metros). De todos modos, se han llevado a cabo numerosas actuaciones a fin de conseguir dicha anchura o incluso superior en muchos tramos. Sin embargo, todavía quedan zonas en las que se mantiene la amplitud de la antigua carretera, como en el tramo comprendido entre Son Fuster y Son Rullán.